# Japans Grand Prix 2010
Japans Grand Prix 2010, officiellt 2010 Formula 1 Japanese Grand Prix, var en Formel 1-tävling som hölls den 10 oktober 2010 på Suzuka Circuit i Japan. Det var den sextonde tävlingen av Formel 1-säsongen 2010 och kördes över 53 varv. Vinnare av loppet blev Sebastian Vettel för Red Bull, tvåa blev Mark Webber för Red Bull och trea blev Fernando Alonso för Ferrari.

## Kvalet

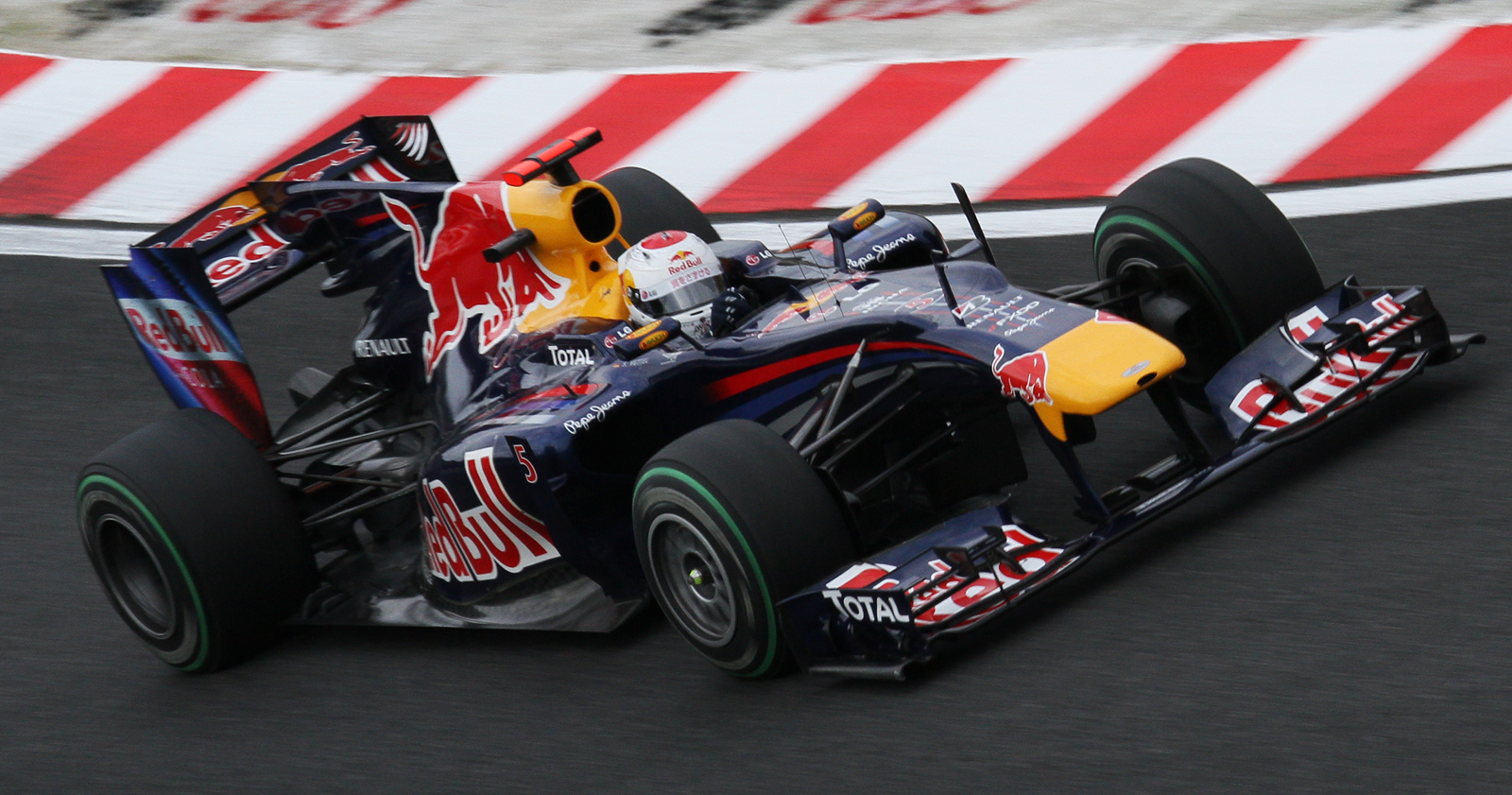
Sebastian Vettel tog pole position.

| KR. | Nr | Förare             | Konstruktör          | Q1       | Q2       | Q3       | Grid |
| --- | -- | ------------------ | -------------------- | -------- | -------- | -------- | ---- |
| 1   | 5  | Sebastian Vettel   | Red Bull-Renault     | 1.32,035 | 1.31,184 | 1.30,785 | 1    |
| 2   | 6  | Mark Webber        | Red Bull-Renault     | 1.32,476 | 1.31,241 | 1.30,853 | 2    |
| 3   | 2  | Lewis Hamilton     | McLaren-Mercedes     | 1.32,809 | 1.31,523 | 1.31,169 | 81   |
| 4   | 11 | Robert Kubica      | Renault              | 1.32,808 | 1.32,042 | 1.31,231 | 3    |
| 5   | 8  | Fernando Alonso    | Ferrari              | 1.32,555 | 1.31,819 | 1.31,352 | 4    |
| 6   | 1  | Jenson Button      | McLaren-Mercedes     | 1.32,636 | 1.31,763 | 1.31,378 | 5    |
| 7   | 4  | Nico Rosberg       | Mercedes             | 1.32,238 | 1.31,886 | 1.31,494 | 6    |
| 8   | 9  | Rubens Barrichello | Williams-Cosworth    | 1.32,361 | 1.31,874 | 1.31,535 | 7    |
| 9   | 10 | Nico Hülkenberg    | Williams-Cosworth    | 1.32,211 | 1.31,926 | 1.31,559 | 9    |
| 10  | 3  | Michael Schumacher | Mercedes             | 1.32,513 | 1.32,073 | 1.31,846 | 10   |
| 11  | 22 | Nick Heidfeld      | BMW Sauber-Ferrari   | 1.33,011 | 1.32,187 |          | 11   |
| 12  | 7  | Felipe Massa       | Ferrari              | 1.32,721 | 1.32,321 |          | 12   |
| 13  | 12 | Vitalij Petrov     | Renault              | 1.32,849 | 1.32,422 |          | 13   |
| 14  | 23 | Kamui Kobayashi    | BMW Sauber-Ferrari   | 1.32,783 | 1.32,427 |          | 14   |
| 15  | 14 | Adrian Sutil       | Force India-Mercedes | 1.33,186 | 1.32,659 |          | 15   |
| 16  | 17 | Jaime Alguersuari  | Toro Rosso-Ferrari   | 1.33,471 | 1.33,071 |          | 16   |
| 17  | 15 | Vitantonio Liuzzi  | Force India-Mercedes | 1.33,216 | 1.33,154 |          | 17   |
| 18  | 16 | Sébastien Buemi    | Toro Rosso-Ferrari   | 1.33,568 |          |          | 18   |
| 19  | 18 | Jarno Trulli       | Lotus-Cosworth       | 1.35,346 |          |          | 19   |
| 20  | 19 | Heikki Kovalainen  | Lotus-Cosworth       | 1.35,464 |          |          | 20   |
| 21  | 25 | Lucas di Grassi    | Virgin-Cosworth      | 1.36,265 |          |          | 21   |
| 22  | 24 | Timo Glock         | Virgin-Cosworth      | 1.36,332 |          |          | 22   |
| 23  | 21 | Bruno Senna        | HRT-Cosworth         | 1.37,270 |          |          | 23   |
| 24  | 20 | Sakon Yamamoto     | HRT-Cosworth         | 1.37,365 |          |          | 24   |

| Vidare från första kvalrundan ▬▬ Vidare från andra kvalrundan ▬▬ |

Noteringar:
- ^1  — Lewis Hamilton fick fem platsers nedflyttning för ett otillåtet växellådsbyte.[1]

## Loppet

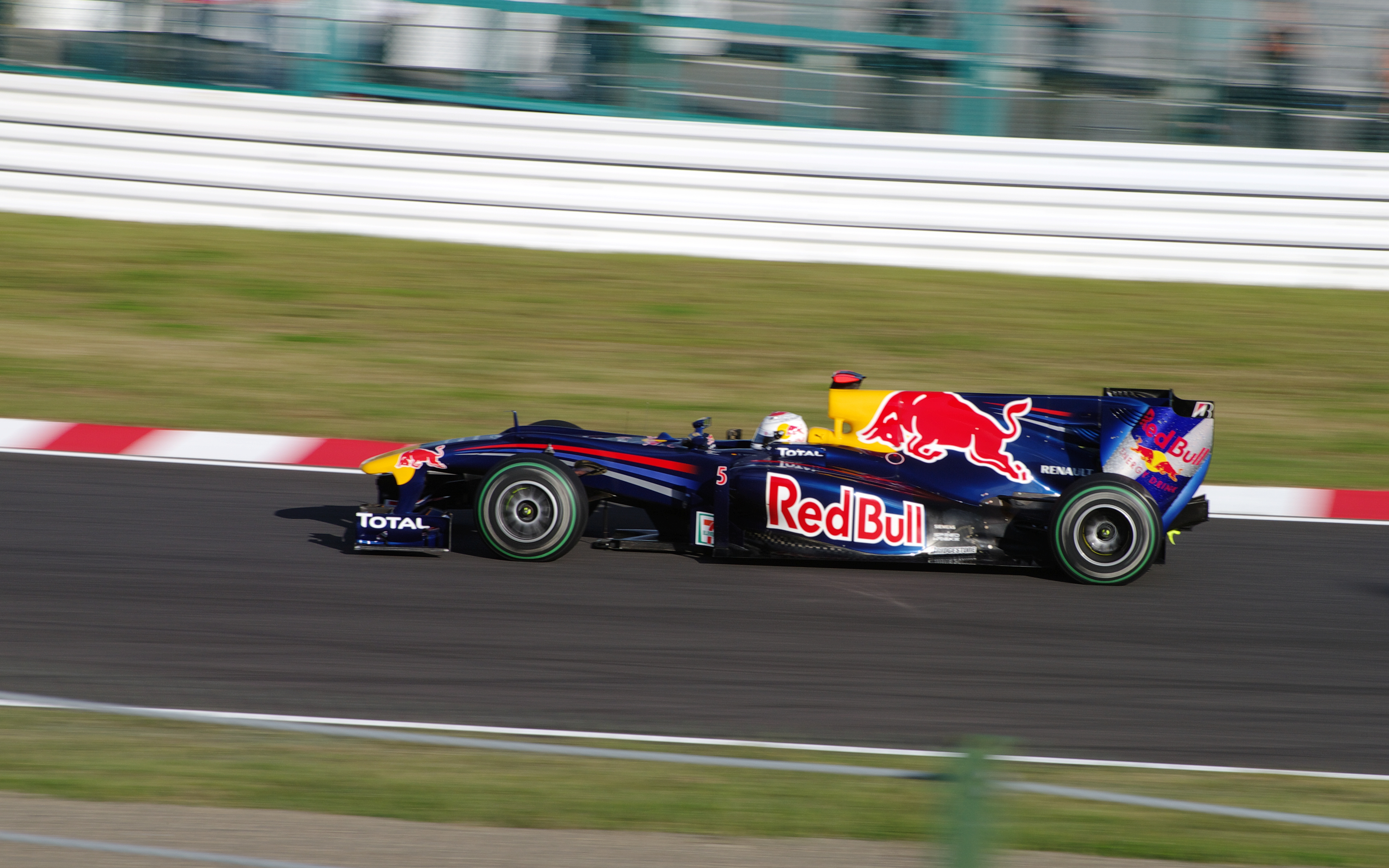
Sebastian Vettel vann loppet.

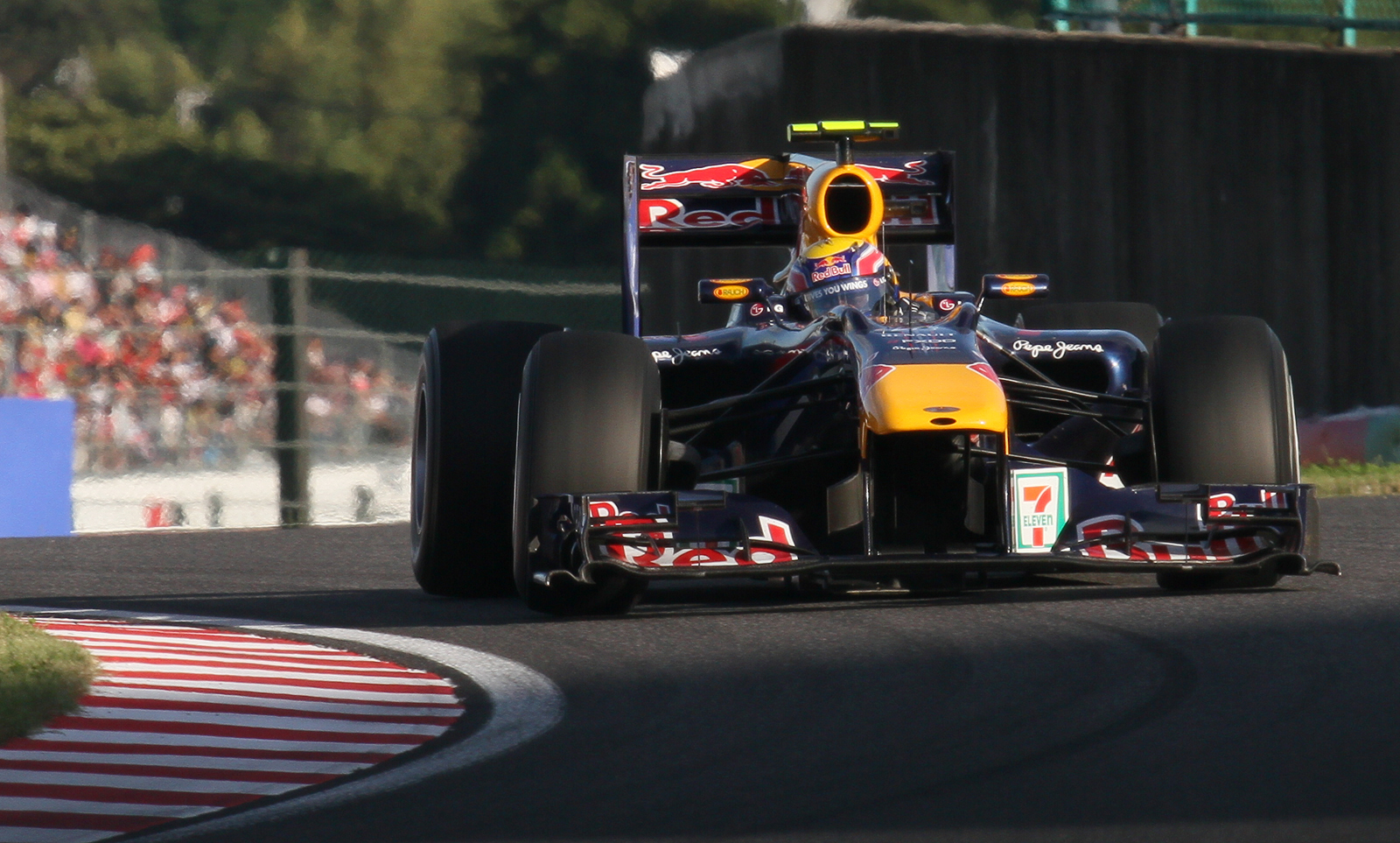
Mark Webber blev tvåa.

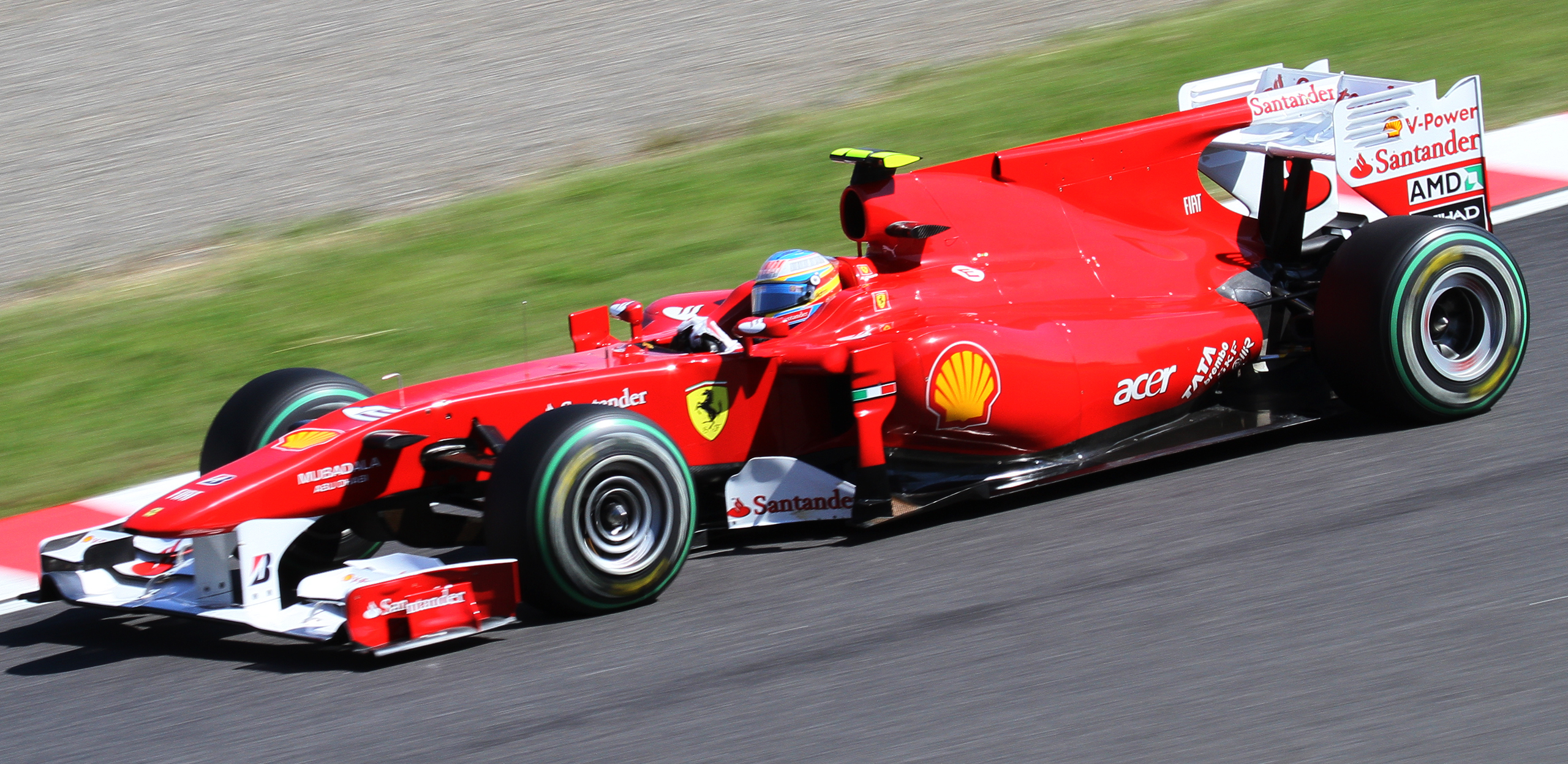
Fernando Alonso gick i mål på tredje plats.

| Pos. | Nr | Förare             | Konstruktör          | Varv | Tid         | Grid | P  |
| ---- | -- | ------------------ | -------------------- | ---- | ----------- | ---- | -- |
| 1    | 5  | Sebastian Vettel   | Red Bull-Renault     | 53   | 1:30.27,323 | 1    | 25 |
| 2    | 6  | Mark Webber        | Red Bull-Renault     | 53   | +0,905      | 2    | 18 |
| 3    | 8  | Fernando Alonso    | Ferrari              | 53   | +2,721      | 4    | 15 |
| 4    | 1  | Jenson Button      | McLaren-Mercedes     | 53   | +13,522     | 5    | 12 |
| 5    | 2  | Lewis Hamilton     | McLaren-Mercedes     | 53   | +39,595     | 8    | 10 |
| 6    | 3  | Michael Schumacher | Mercedes             | 53   | +59,933     | 10   | 8  |
| 7    | 23 | Kamui Kobayashi    | BMW Sauber-Ferrari   | 53   | +1.04,038   | 14   | 6  |
| 8    | 22 | Nick Heidfeld      | BMW Sauber-Ferrari   | 53   | +1.09,648   | 11   | 4  |
| 9    | 9  | Rubens Barrichello | Williams-Cosworth    | 53   | +1.10,846   | 7    | 2  |
| 10   | 16 | Sébastien Buemi    | Toro Rosso-Ferrari   | 53   | +1.12,806   | 18   | 1  |
| 11   | 17 | Jaime Alguersuari  | Toro Rosso-Ferrari   | 52   | +1 varv     | 16   |    |
| 12   | 19 | Heikki Kovalainen  | Lotus-Cosworth       | 52   | +1 varv     | 20   |    |
| 13   | 18 | Jarno Trulli       | Lotus-Cosworth       | 51   | +2 varv     | 19   |    |
| 14   | 24 | Timo Glock         | Virgin-Cosworth      | 51   | +2 varv     | 22   |    |
| 15   | 21 | Bruno Senna        | HRT-Cosworth         | 51   | +2 varv     | 23   |    |
| 16   | 20 | Sakon Yamamoto     | HRT-Cosworth         | 50   | +3 varv     | 24   |    |
| 17   | 4  | Nico Rosberg       | Mercedes             | 47   | Hjul        | 6    |    |
| Ret  | 14 | Adrian Sutil       | Force India-Mercedes | 44   | Oljeläckage | 15   |    |
| Ret  | 11 | Robert Kubica      | Renault              | 2    | Hjul        | 3    |    |
| Ret  | 10 | Nico Hülkenberg    | Williams-Cosworth    | 0    | Kollision   | 9    |    |
| Ret  | 7  | Felipe Massa       | Ferrari              | 0    | Kollision   | 12   |    |
| Ret  | 12 | Vitalij Petrov     | Renault              | 0    | Kollision   | 13   |    |
| Ret  | 15 | Vitantonio Liuzzi  | Force India-Mercedes | 0    | Kollision   | 17   |    |
| DNS  | 25 | Lucas di Grassi    | Virgin-Cosworth      | 0    | Olycka1     | 21   |    |

| Förare och stall som tog poäng ▬▬ |

Noteringar:
- ^1  — Lucas di Grassi startade inte loppet på grund av en krasch innan loppets start.

## Ställning efter loppet
| Pos. | Förare           | Poäng |
| ---- | ---------------- | ----- |
| 1    | Mark Webber      | 220   |
| 2    | Fernando Alonso  | 206   |
| 3    | Sebastian Vettel | 206   |
| 4    | Lewis Hamilton   | 192   |
| 5    | Jenson Button    | 189   |

| Pos. | Konstruktör      | Poäng |
| ---- | ---------------- | ----- |
| 1    | Red Bull-Renault | 426   |
| 2    | McLaren-Mercedes | 381   |
| 3    | Ferrari          | 334   |
| 4    | Mercedes         | 176   |
| 5    | Renault          | 133   |

- Notering: Endast de fem bästa placeringarna i vardera mästerskap finns med på listorna.